# Tijmen Eising
Tijmen Eising (* 27. März 1991 in Emmen) ist ein niederländischer Radrennfahrer.

## Sportlicher Werdegang
Als Junior war Eising einer der besten Cyclocrossfahrer seines Jahrgangs. Insbesondere in der Saison 2008/2009 dominierte er die Konkurrenz: er wurde sowohl Junioren-Weltmeister als auch Junioren-Europameister, zudem gewann er mit dem Weltcup und der Superprestige die Gesamtwertung der zwei wichtigsten Rennserien bei den Junioren. Nach dem Wechsel in die U23 stand er 2009/2010 zweimal auf dem Podium im U23-Weltcup, bei den Weltmeisterschaften belegte er den sechsten Platz in der U23. In den folgenden Jahren konnte er immer weniger an seine Ergebnisse von den Junioren anknüpfen.
Dafür konnte Eising auf der Straße erste Erfolge einfahren. 2011 gewann er zwei Etappen des Carpathian Couriers Race und eine Etappe der Tour of Małopolska. Nach der Cyclocross-Saison 2012/2013 entschied er sich, sich vollends dem Straßenradsport zuzuwenden und wurde Mitglied im UCI Continental Team Metec-Solarwatt p/b Mantel. Bestes Resultat für das Team war der zweite Platz bei Dorpenomloop Rucphen 2015.
Von 2019 bis 2023 fuhr Eising für das VolkerWessels Cyclingteam, für das ihm jedoch keine nennenswerten Einzelergebnisse gelangen. Zur Saison 2024 wechselte er zum BEAT Cycling Club.

## Erfolge

### Cyclocross
2007/2008
- Niederländischer Meister (Junioren)

2008/2009
- Europameister (Junioren)
- Weltmeister (Junioren)
- Gesamtwertung Weltcup (Junioren)
- Gesamtwertung Superprestige (Junioren)

2011/2012
- GvA Trofee – Grote Prijs Rouwmoer, Essen (U23)

### Straße
2009
- eine Etappe Saarland Trofeo

2011
- zwei Etappen Carpathian Couriers Path
- eine Etappe Tour of Małopolska

2014
- Mannschaftszeitfahren Czech Cycling Tour

2021
- Mannschaftszeitfahren Okolo Jižních Čech